# Krzysztof Sułowski
Krzysztof Sułowski herbu Strzemię – wojewoda rawski w latach 1642–1644, kasztelan żarnowski w latach 1626–1642.
W 1632 roku był elektorem Władysława IV Wazy z województwa sandomierskiego.